# Ташенка

Ташенка — река в России, протекает в Рязанской области. Правый приток Оки. 

## Название
Название реки происходит от татарского слова таш — «камень», к которому добавлен русский суффикс. Здесь есть аналогия с распространённым гидронимом Каменка, так называли реки с каменистым дном.

## География
Река Ташенка берёт начало в лесах около посёлка  Белореченский. Течёт на север и впадает в Оку в районе посёлка Ташенка. Устье реки находится в 395 км по правому берегу реки Ока. Длина реки составляет 28 км, площадь водосборного бассейна 259 км². В нижнем течении Ташенка протекает в довольно глубокой и при этом не очень широкой долине.

## Данные водного реестра
По данным государственного водного реестра России относится к Окскому бассейновому округу, водохозяйственный участок реки — Ока от водомерного поста у села Копоново до впадения реки Мокша, речной подбассейн реки — бассейны притоков Оки до впадения Мокши. Речной бассейн реки — Ока.
По данным геоинформационной системы водохозяйственного районирования территории РФ, подготовленной Федеральным агентством водных ресурсов:
- Код водного объекта в государственном водном реестре — 09010102312110000026719
- Код по гидрологической изученности (ГИ) — 110002671
- Код бассейна — 09.01.01.023
- Номер тома по ГИ — 10
- Выпуск по ГИ — 0